# Lophoturus niveus
Lophoturus niveus är en mångfotingart som först beskrevs av Loomis 1934.  Lophoturus niveus ingår i släktet Lophoturus och familjen Lophoproctidae. Inga underarter finns listade i Catalogue of Life.